# Dongfeng CA71
La Dongfeng CA71 est une automobile de catégorie grande routière, produite par le constructeur chinois First Automobile Works (FAW) en 1958. Cette voiture, produite en série limitée, revêt une importance historique puisqu'elle constitue la première voiture de tourisme intégralement réalisée en Chine.

## Histoire du développement
La Dongfeng CA71, fruit des ingénieurs de la First Automobile Works, fut conçue dans les ateliers de Changchun, en Mandchourie. Cette entreprise, fondée en 1953 grâce à l'appui technique et financier de l'Union soviétique, s'était initialement consacrée à la fabrication de véhicules utilitaires, notamment de poids lourds inspirés de modèles soviétiques. En 1958, la République populaire de Chine se lança dans une vaste entreprise industrielle, le Grand Bond en avant, visant à combler son retard sur les puissances occidentales.
À partir de 1958, plusieurs usines chinoises, dont FAW, ont commencé à concevoir des voitures particulières à usage civil. 
Le Dongfeng CA71 fut employé à des fins de propagande à de multiples reprises, certaines de ces campagnes mettant en scène Mao Zedong lui-même. La production totale de ce modèle se situe entre vingt et trente exemplaires, bien qu'il soit probable que certaines unités aient été des Vedettes simplement rebaptisées plutôt que des véhicules entièrement conçus et assemblés par les usines FAW. Étant de dimensions modestes, le Dongfeng CA71 cédait la place de limousine d'État à la plus imposante Hongqi CA72. Quant aux fonctionnaires de rang intermédiaire, ils privilégiaient généralement la Fenghuang (Shanghai SH760), un modèle plus compact. 

## Conception
Le Dongfeng CA71, premier véhicule automobile intégralement conçu et fabriqué en Chine, s'est inspiré de deux modèles étrangers emblématiques. Son châssis, issu d'une rétro-ingénierie approfondie, est directement dérivé de celui de la Mercedes-Benz W120. Le propulseur, un quatre cylindres en ligne de 1,9 litre, partage également de nombreuses similitudes avec son homologue allemand. Quant à la carrosserie, elle trouve son origine dans les lignes de la Simca Vedette. Cependant, son profil final se rapproche davantage de celui de la Ford Zephyr Mk2, contemporaine de la Simca. Cette proximité stylistique s'explique probablement par les liens industriels qui unissaient à l'époque Ford et Simca. 
Les ornements chinois, notamment un dragon doré ornant la calandre et des motifs évoquant les lanternes traditionnelles aux feux arrière, caractérisaient le Hongqi CA72. Son moteur développait une puissance de 70 ch (52 kW), lui permettant d'atteindre une vitesse maximale de 130 km/h.
C'est sous la direction du sous-directeur de la conception à FAW, Shi Qihe, et de l'ingénieur en chef, Hu Tongxun, que ce projet a été mené à bien.

## Production
Le premier prototype de la Dongfeng CA71 vit le jour le 12 mai 1958. Des essais sur route furent menés tout au long de l'été qui suivit. Plusieurs autres exemplaires furent alors manufacturés. La voiture fut entièrement façonnée à la main, la carrosserie étant façonnée de manière artisanale. Seuls deux exemplaires sont aujourd'hui connus : l'un est conservé au sein du musée de l'usine Hongqi à Changchun, tandis que l'autre se trouve au musée des voitures classiques Luo Wenyou à Pékin. Toutefois, il est possible que ce dernier soit une réplique élaborée sur la base d'un modèle Simca, plutôt qu'un exemplaire original. Une troisième réplique a été achevée en 2023 par FAW.  
Tandis que Hongqi se consacrait par la suite aux limousines CA72 et CA770, la production de berlines de taille moyenne fut interrompue. Il fallut attendre les années 1990 pour qu'une telle voiture revoie le jour, sous la forme de berlines Audi 100 rebadgées Hongqi.